# ذا منتاليست
ذا منتاليست (بالإنجليزية: The Mentalist) هو مسلسل أمريكي يحاكي الشرطة الإجرائية بدأ بثه في 23، سبتمبر 2008، على شبكة سي بي اس الأميركية، وإنتهى في 18 فبراير، 2015. مؤلف المسلسل هو برونو هيلر وهو أيضاً المنتج التنفيذي له. تدور احداث القصة حول الوسيط الروحي (سابقاً) باتريك جين، والذي يعمل الآن كمستشار في (مكتب كاليفورنيا للتحقيقات CBI)، يستخدم باتريك مهاراته العالية في الملاحظة التي كان يستخدمها سابقاًَ عندما كان يدعي انه يقرأ عقول الناس ويتواصل مع الموتى.
ترشح سايمن بيكر لجائزة غولدن غلوب في فئة (أفضل ممثل في مسلسل درامي) عن دوره في المسلسل. في 27، مارس 2013 أعلنت شبكة CBS عن تمديد المسلسل إلى موسم سادس.

## قصة المسلسل
تدور احداث المسلسل حول باتريك جين وهو مستشار لمكتب كاليفورنيا للتحقيقات (CBI) في ساكرامنتو، كاليفورنيا، بالرغم من انه ليس رجل قانون، يستخدم جين مهاراته التي كان يستخدمها في مهنته السابقة كوسيط روحي ناجح من اجل مساعدة فريق الـ (CBI) لحل الجرائم. ولكن الهدف الأساسي لجين وراء تعاونه مع قسم الـ (CBI) هو تعقب القاتل المتسلسل المدعو بـ ريد جون والذي كان المسؤول عن مقتل زوجته وابنته.
كان لدي جين سابقاً مهنة مربحة كمحتال يدعي بأنه وسيط روحي قادر على التواصل مع الموتى وقراءة الأفكار، مستمتعاً بحالة الشهرة التي كان يعيشها في ذلك الوقت. قبل خمس سنوات من أحداث الحلقة الأولى للمسلسل، ظهر جين في مقابلة تلفزيونية متحدثاً عن قاتل متسلسل ملقب بـ ريد جون، مُدعياً بأن قدراته المميزة ساعدت الشرطة من أجل رسم صورة لطبيعة هذا المجرم؛ كأنتقام من جين لما قاله في المقابلة قام ريد جون بقتل زوجته وطفلته الصغيرة.
فيما بعد ترك جين مهنته، وانضم إلى قسم الـ (CBI)، بالرغم من انه دائماً ما يقول بأنه «ليس هناك شيء اسمه وسطاء روحيين» إلا انه يمتلك مهارات مصقولة مثل القراءة الباردة، التنويم الإيحائي والنشل، بالإضافة إلى مهاراته العالية في الملاحظة ورؤية عميقة في النفس البشرية والسلوكها.

## إنتاج وتوزيع
يكون العرض غالباً في مناطق خيالية بأسماء غريبة علي المشاهدين. لكن في الواقع مثل باقي المسلسلات الأمريكية كان التصوير في منطقة الاستوديو في مقاطعة لوس أنجلوس، ولكن أحياناً بعض المشاهد يتم تصويرها في ساكرامنتو. المبنى الذي يتم استخدامه لتمثيل مقر قسم الـ CBI في ساكرامنتو هو خلفية مبنى البيكو هاوس في قلب مدينة لوس أنجلوس. وفي 15 أكتوبر 2008، بثت سي بي إس الموسم الأول من ذا منتاليست ونجح المسلسل وبدأ في التجديد سنوياً منذ عام 2010 في كل من السوق المحلية والخارجية.
وبدأت شبكة تي ان تي بتوحيد المسلسل في خريف عام 2011.

## الشخصيات الرئيسية
- سايمون بيكر: بدور باتريك جين.

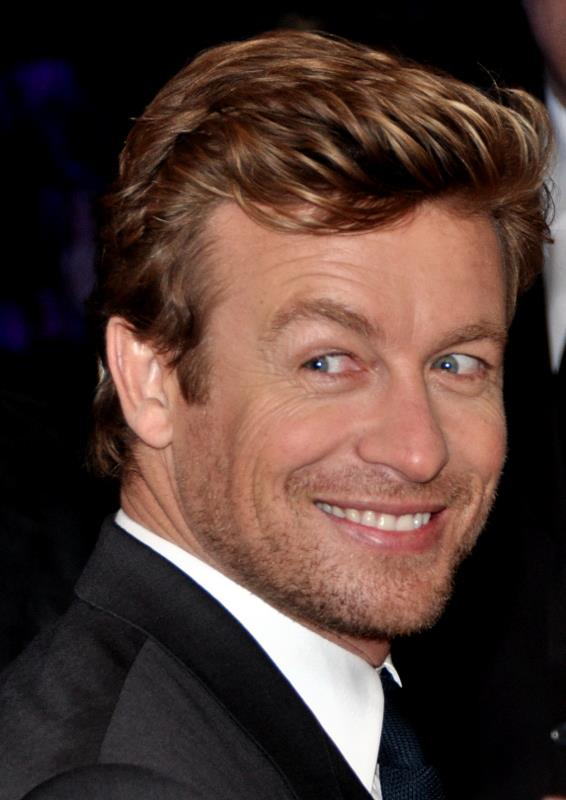
سايمن بيكر

بطل المسلسل والمقصود بكلمة منتاليست. قضي جين طفولته في الترحال بين الكرنفالات مع نظيره الروحاني وهو والده الذي علمه أن يدرس الغرباء كعلامات. بعد مقابلة زوجته أنجيلا روسكين والتي كانت أيضاً كرنفالية، ترك الاثنان حياة الكرنفال. وبواسطة المهارات التي علمها وا الده له؛ أصبح جين وسيط روحي وقارئ للأفكار مشهور. وبعد استخدام مهاراته في وصف ريد جون على شاشة التلفاز؛ أدي ذلك إلى مقتل أنجيلا زوجته وشارلوت ابنته. يعمل جين الآن كمستشار لمكتب كاليفورنيا للتحقيقات. كون علاقات صداقة وثيقة مع زملائه وبالأخص مديرته بالعمل العميلة الخاصة تيريزا ليزبون. وأخذ ندمه ودافعه للانتقام هو الذي يسوقه في حياته، كان جانب شخصيته المظلم يظهر أمام عدوه أثناء أدائه لخدعه وألاعيبه عند التحقيق في الجرائم. في أثناء ذلك أصبح جين مُركزاً وعلي استعداد دائماً للقبض علي خصمه أو حتى قتله.
- روبن توني: بدور العميلة تيريزا ليزبون.

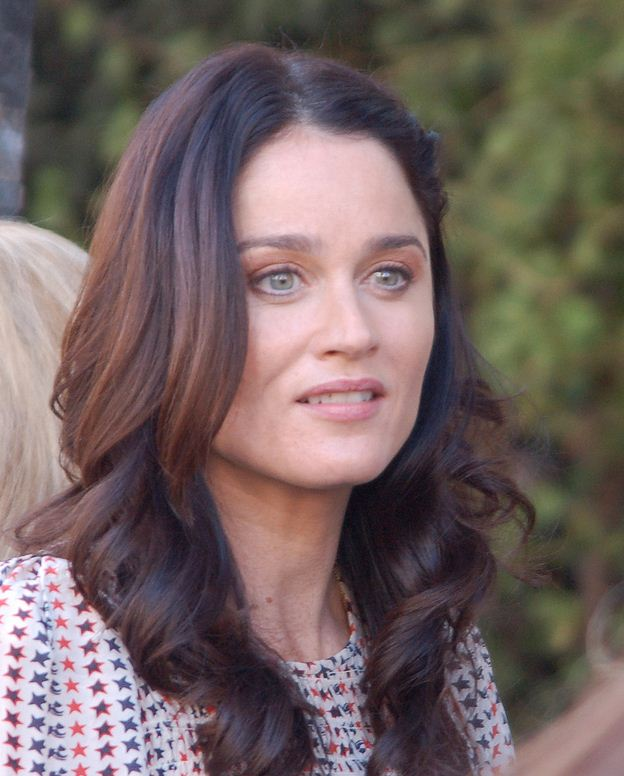
روبن توني

عميلة في مكتب كاليفورنيا للتحقيقات ومديرة وحدة الجرائم الخطرة. بالرغم من إزعاج جين لها في الفريق إلا أنها تري أنه عضو مهم في الفريق. وهي الوحيدة من الفريق التي يأتمنها جين علي ماضيه وأسراره. قُتلت والدة ليزبون في حادث سيارة بسبب سائق ثمل، وتتركها وحيدة للعناية بأشقائها ووالدها السكير. كان فريقها المسؤول عن قضية ريد جون إلا ان سام بوسكو، معلمها عندما كانت عميلة مبتدئه، حتى قُتل هو وفريقه من قبل أحد أعوان ريد جون.
- تيم كانج: بدور العميل كيمبل تشو.

عميل في مكتب كاليفورنيا للتحقيقات وعضو في وحدة الجرائم الخطرة. لدى تشو حس فكاهي جامد ولكن تجمعه علاقة صداقة جيدة مع زملاءه في العمل وبالأخص مع واين ريغزبي. وغالباً ما يكون الشخص الوحيد الذي يرى حيل جين الخفية. كان يُسمي من قبل فريق بوسكو بإرني (وكانوا يطلقون علي ريغزبي بيرت). كان تشو عضو في أحد عصابات الشوارع. تجند في الجيش وخدم في وحدة القوات الخاصة قبل أن يصبح ضابط شرطة. بسبب طفولته الصعبة غالباً ما يحاول تشو اقامة علاقات ودية مع الشباب الذين ارتكبوا جرائم.
- أوين يومان: بدور العميل واين ريغسبي.

عميل في مكتب كاليفورنيا للتحقيقات وعضو في وحدة الجرائم الخطرة. انضم للفريق بصفته خبير في الحرائق، وذلك بفضل خبرته في العمل عاميين في سان دييغو كمحقق في الحرائق. ريغزبي صديق مقرب من تشو. ارتبط عاطفياً مع العميلة فان بيلت على رغم من أن هذا ضد سياسات العمل، كانت علاقتهم سرية وقاموا بقطع علاقتهم بعد أن عرف الجميع بأمرهما من اجل حماية وظيفتهما، وبقيا صديقان مقربين. تحمل ريغزبي بعض الصعوبات الشخصية والمهنية في العمل بسبب افعال والده; حيث كان عضو في عصابة راكبي الدراجات سيئة السمعة.
- اماندا رايتى: بدور العميلة غرايس فان بيلت.

عميلة في مكتب كاليفورنيا للتحقيقات وعضوة في وحدة الجرائم الخطرة. وهي أحدث عضو بالفربق. لديها إيمان عميق في الروحانيات والتصوف بعكس جين حيث غالباً ما يتجادلان حول هذه الامور. تكمل علاقتها المقربة مع ريغزبي بالرغم من قطع علاقتهم. لديها شخصية هادئة ومنظمة جداً مما يقود جين في الموسم الأول إلى الاستنتاج بأنها تخفي صدمة نفسية عميقة.

## إصدارات ال DVD
أصدرت وارنر هوم فيديو المواسم الأربعة علي دي في دي في المنطقة الأولي والثانية والرابعة. وسيصدر الموسم الخامس في 17 سبتمبر 2013.
| اسم الدي في دي     | الحلقات | المواعيد       | المواعيد                        | المواعيد                 |
| اسم الدي في دي     | الحلقات | المنطقة الأولى | المنطقة الثانية المملكة المتحدة | المنطقة الثالثة أستراليا |
| ------------------ | ------- | -------------- | ------------------------------- | ------------------------ |
| الموسم الأول كامل  | 23      | 22 سبتمبر 2009 | 8 مارس 2010                     | 23 سبتمبر 2009           |
| الموسم الثاني كامل | 23      | 21 سبتمبر 2010 | 8 نوفمبر 2010                   | 10 نوفمبر 2010           |
| الموسم الثالث كامل | 23      | 20 سبتمبر 2011 | 10 أكتوبر 2011                  | 26 أكتوبر 2011           |
| الموسم الرابع كامل | 24      | 18 سبتمبر 2012 | 8 أكتوبر 2012                   | 31 أكتوبر 2012           |
| الموسم الخامس كامل | 22      | 17 سبتمبر 2013 | 14 أكتوبر 2013                  |                          |

## الإستقبال
كان استقبال الجمهور للحلقة الأولى كبيراً حيث شاهدها نحو 15.6 مليون مشاهد في أول بث لها، وشاهدها نحو 7.8 مليون مُشاهد في الإعادة بعد ثلاثة أيام. وفي 2 ديسمبر 2008، لاقت حلقة «اللهب الأحمر» أعلي نسبة مشاهدة أسبوعية، وهي المرة الأولى لبرنامج ما في موسمه الأول يحقق هذه النسبة منذ برنامج «ربات بيوت يائسات» قبل اربع سنوات.

### مواسم المسلسل والمراتب السنوية
حصل المسلسل على كم هائل من المشاهدين ففي الموسم الأول احتل المرتبة السادسة في الولايات المتحدة الأمريكية من حيث متوسط عدد المشاهدين.
| الموسم | الحلقات | البث الاصلي     | البث الاصلي     | البث الاصلي | المرتبة (في الولايات المتحدة) | المشاهدين (بالملايين) |
| الموسم | الحلقات | بداية الموسم    | نهاية الموسم    | الموسم      | المرتبة (في الولايات المتحدة) | المشاهدين (بالملايين) |
| ------ | ------- | --------------- | --------------- | ----------- | ----------------------------- | --------------------- |
| 1      | 23      | 23، سبتمبر 2008 | 19، مايو 2009   | 09-2008     | الـ 6                         | 17.52                 |
| 2      | 23      | 24، سبتمبر 2009 | 20، مايو 2010   | 10-2009     | الـ 10                        | 15.37                 |
| 3      | 24      | 23، سبتمبر 2010 | 19، مايو 2011   | 11-2010     | الـ 9                         | 15.24                 |
| 4      | 24      | 22، سبتمبر 2011 | 17، مايو 2012   | 12-2011     | الـ 12                        | 14.57                 |
| 5      | 22      | 30، سبتمبر 2012 | 5، مايو 2013    | 13-2012     | الـ 24                        | 11.82                 |
| 6      | 22      | 29، سبتمبر 2013 | 18 مايو، 2014   | 14-2013     | الـ 26                        | 11.27                 |
| 7      | 13      | 30، نوفمبر 2014 | 18 فبراير، 2015 | 15-2014     | يعلن عنها لاحقا               | يعلن عنها لاحقا       |

## وصلات خارجية
- ذا منتاليست على موقع IMDb (الإنجليزية)
- ذا منتاليست على موقع ميتاكريتيك (الإنجليزية)
- ذا منتاليست على موقع روتن توميتوز (الإنجليزية)
- ذا منتاليست على موقع نتفليكس (الإنجليزية)
- ذا منتاليست على موقع ليتربوكسد (الإنجليزية)
- ذا منتاليست على موقع كينوبويسك (الروسية)
- ذا منتاليست على موقع ألو سيني (الفرنسية)
- ذا منتاليست على موقع قاعدة بيانات الفيلم (الإنجليزية)